# Cien mil millones de poemas
Cien billones de poemas (la traducción literal del francés sería Cien mil millardos de poemas) es un libro animado de poesía combinatoria de Raymond Queneau, publicado en 1961 por ediciones Gallimard.

## Presentación
El libro objeto de Queneau, diseñado por Robert Massin,[cita requerida] ofrece al lector un instrumento que le permite combinar versos para componer poemas respetando la forma de un soneto.
El soneto se compone de 14 versos, cada uno elegido entre 10 posibilidades . Por tanto, Queneau compuso 140 versos en total, cada uno impreso en una pestaña que podía insertarse en su lugar en el soneto. Las diez versiones de cada verso tienen la misma escansión y la misma rima . Las rimas de los sonetos siguen el patrón ABAB ABAB CCD EED, donde A, C y E son rimas femeninas (respectivamente en -ise, -otte y -oques ) y B y D son rimas masculinas (en [o] y -in ) . Por lo tanto, no se trata de los llamados sonetos regulares, que respetan una estructura ABBA ABBA CCD EDE.
Sylvie Leleu-Merviel señala que «dos cuartetas y dos tercetos, o catorce versos, forman los catorce textos cortados en catorce franjas horizontales en cada una de las diez hojas encuadernadas en un cuaderno.»: «el guión se obtiene seleccionando una banda de las diez para cada línea del soneto final»  .
Así que hay 10^14, o 100.000.000.000.000, cien billones, de poemas potenciales. En palabras del propio Queneau en su prefacio: "Esta pequeña obra permite a cualquiera componer a voluntad cien billones de sonetos, todos ellos regulares, por supuesto. En definitiva, es una especie de máquina de producir poemas, pero en número limitado; es cierto que este número, aunque limitado, proporciona material de lectura para casi doscientos millones de años (si leemos veinticuatro horas al día)". El autor añade: "Si contamos 45 segundos para leer un soneto y 15 segundos para cambiar las persianas a las 8 de la mañana, 200 días al año, tenemos material de lectura para más de un millón de siglos, y si leemos todo el día 365 días al año, 190.258.751 años más unas cuantas plagas y broqueles (sin tener en cuenta los años bisiestos y otros detalles)."
Además, Queneau no duda, como de costumbre, en ordenar humorísticamente el lenguaje a su manera, distorsionando las palabras (“Exquisito" para exquisito ",carne en conserva» para corned-beef ), mezclando niveles de idioma (“con una inscripción etrusca la piedra fue grabada" y "solo lo encuentra tan seco como una bolsa de frijoles viejos"), o utilizando palabras raras (baïoques, molve, emberlucoquer), formas antiguas (avecque) u onomatopeyas (terlintintin).

## Adaptaciones

### Traducciones
Una traducción o recreación alemana de Ludwig Harig fue publicada en 1984 por Zweitausendeins. En inglés, existen tres traducciones o adaptaciones diferentes. Una primera versión completa en volumen, con las hojas cortadas en tiras, fue realizada, impresa y publicada en 1983, con el permiso de los titulares de los derechos de autor, por John Crombie, publicada por la asociación Kickshaws, que fundó con Sheila Bourne. Una segunda versión, no publicada en volumen, fue creada por Stanley Chapman y una tercera por Beverley Charles Rowe.

### Música
Cien billones de poemas fue musicado por Gilles Maugenest: "Esta versión musical de Cien bil millones de poemas utiliza únicamente los 4 primeros sonetos, pero compensa en parte su falta de combinaciones con la presencia de pasajes instrumentales sujetos a las mismas reglas que los pasajes cantados. El número de canciones posibles es de 4.038.046.511.104 (4^21), es decir, más de cuatro mil billones. Cada dos compases, el intérprete elige una de las cuatro sugerencias de la página. La anacrusis invade el compás precedente; a falta de matiz escrito, se conserva el matiz actual".
Se han compuesto varias adaptaciones musicales de poemas generados con Cent mille milliards de poèmes, en particular por Juliette Gréco y Les Frères Jacques.
- Que dit Queneau? 8 canciones de Gilles Maugenest sobre poemas de Raymond Queneau, La Boîte à Chansons, 2002.
- Dos combinaciones en Raymond Queneau chanté par Juliette Gréco, Catherine Sauvage, Zizi Jeanmaire, Bernard Ascal, Les Frères Jacques y Gilles Maugenest, EPM (colección Poètes & chansons), 2003.

### Informática
Se han programado varias versiones para ordenador, ya que el principio del libro se presta especialmente bien a este tipo de producción.
Una de las primeras versiones fue programada en los años 60 por D. Starynkevitch, en un ordenador CAB5003.
Paul Braffort, en 1975, y Tibor Papp, en 1988, también realizaron versiones.
En el CD-ROM Machines à écrire cultural, dirigido por Antoine Denize y publicado por Gallimard en 20045, se incluye un programa informático para generar sonetos de forma aleatoria a partir de Cent mille milliards de poèmes.
Pero los titulares de derechos luchan contra este tipo de aplicación.

#### Proceso
Cien billones de poemas es, pues, un hipertexto antes de tiempo. Sin embargo, el hecho de que se colgara en Internet sin el consentimiento de los titulares de los derechos de autor dio lugar, el 5 de mayo de 1997, a un juicio sumario que contribuyó a establecer la jurisprudencia francesa sobre los derechos de autor en Internet, al considerar que los poemas protegidos por derechos de autor colgados en un sitio de Internet infringían los derechos de autor6,7.
En 1997, a petición de Jean-Marie Queneau (hijo y sucesor del autor), Christian L., estudiante de informática, fue condenado a pagar 1 franco en concepto de daños y perjuicios y 6.000 francos en concepto de costas judiciales en un procedimiento sumario por haber puesto en su página web, alojada por Mygale.org y la Universidad de París-VIII (que también fueron citados pero no condenados), un generador de poemas basado en los Cien mil billones de poemas. El tribunal ordenó la supresión de la página web, pero no satisfizo plenamente la reclamación del demandante de 450.000 francos por daños y perjuicios.
Un segundo caso, en el que estaba implicado Jérôme B. y albergado por el laboratorio LAAS del CNRS, fue desestimado porque, aunque la página web era visible en línea, era el resultado de un error en la protección de un sitio experimental y no de una intención de distribuir el contenido. En este caso, la demanda ascendía a 500.000 francos.
Estas dos denuncias fueron de los primeros casos sonados de infracción de los derechos de autor en Internet. El abogado de Jean-Marie Queneau, Jacques-Georges Bitoun, estaba decidido a emprender acciones legales contra todos los proveedores de servicios de Internet, anfitriones y posibles infractores: "Tendemos cables, desarrollamos redes, cuesta miles de millones y no podíamos darle a Queneau 500 francos... (...) No perdonaremos a nadie, atacaremos a todos (...) Lo chocante es que cuantos más clientes tengan los proveedores, menos control podremos tener sobre ellos. ¡Su responsabilidad sería inversamente proporcional a cuánto ganan! Es hora de saber si son responsables.

## Ediciones
- Cent mille milliards de poèmes, Gallimard, 7 juillet 1961 (reedición septembre 2006 )ISBN 2-07-010467-2 .
- En Obras Completas - I, Gallimard / « Biblioteca Pléiade ".